# زاوية سيدي أحمد بن يوسف
زاوية سيدي أحمد بن يوسف الراشدي أو زاوية مليانة هي إحدى الزوايا في الجزائر الواقعة في بلدية مليانة بدائرة مليانة ضمن ولاية عين الدفلى وجبال الظهرة وسهل الشلف [الفرنسية] وسهل خميس مليانة [الفرنسية]، والتابعة لمنهاج الطريقة الشاذلية.

## التأسيس
تم تأسيس زاوية سيدي أحمد بن يوسف خلال القرن السادس عشر الميلادي قرب ضريح سيدي أحمد بن يوسف الراشدي (1435م-1524م) من أجل التربية والتعليم جنوب جبل زكار في موقع مدينة مليانة الحالية في جبال الظهرة، وكانت بمثابة منارة استضاء بها أهل سهل الشلف [الفرنسية] وسهل خميس مليانة [الفرنسية] لقرون.
وكانت هذه المنطقة زاخرة بالعديد من الزوايا التي من بينها «زاوية سيدي محمد بن شرقي» بالعبادية، و«زاوية سيدي محمد بلجيلالي» بتيبركانين، و«زاوية سيدي الطيب العيشوني» بسيدي الأخضر، و«زاوية سيدي بن أحمد» ببوراشد، و«زاوية سيدي علي الحضري» بجليدة، و«زاوية سيدي عبد العزيز» بالعامرة، و«زاوية سيدي بلحاج» بعريب.

## عمران الزاوية

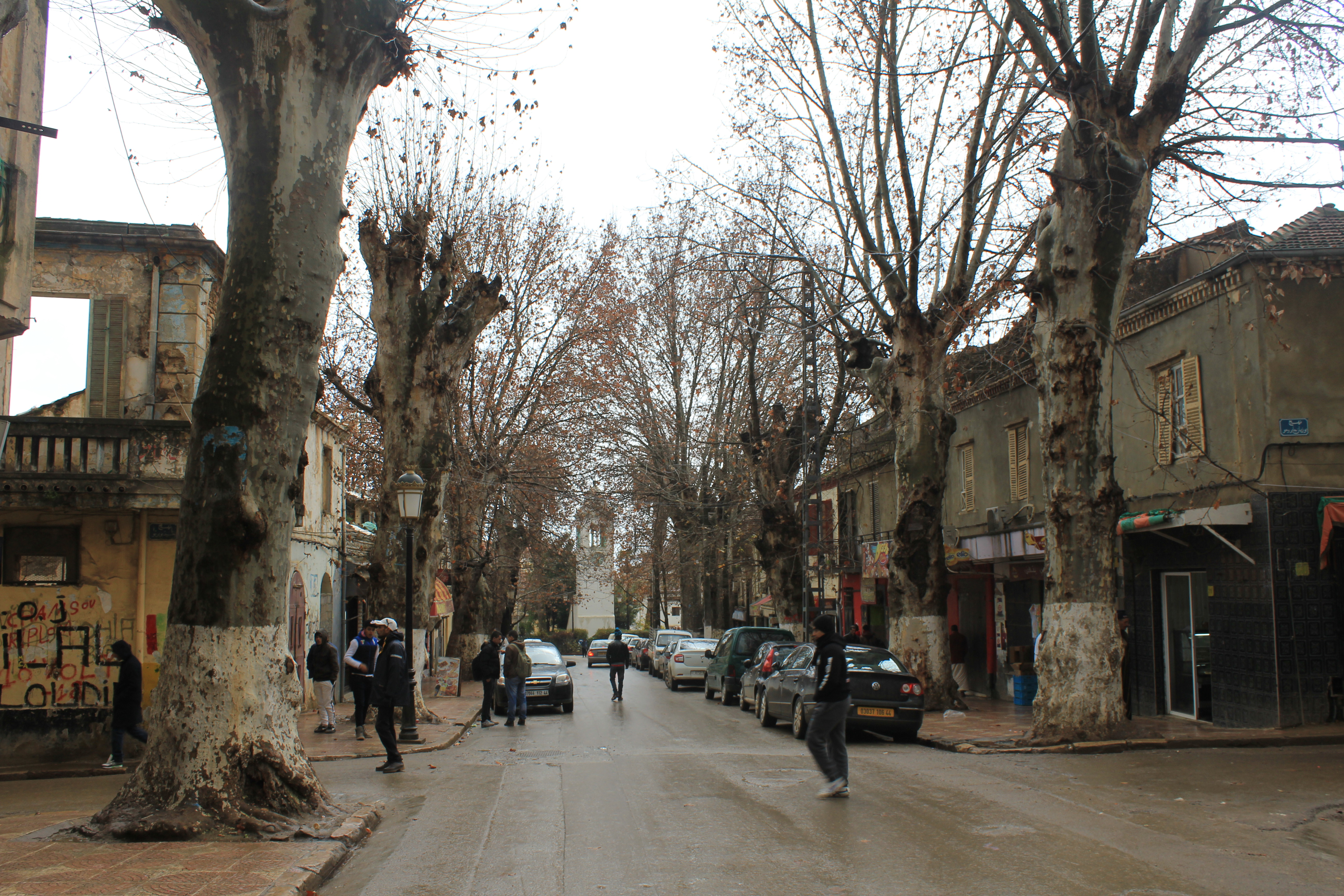
مدينة مليانة

## التشييد الأول 1530م
تم تشييد زاوية سيدي أحمد بن يوسف خلال عام 1530م في مدينة مليانة بعد بضعة أعوام من وفاة ودفن الإمام سيدي أحمد بن يوسف.

## إعادة البناء 1731م
تمت إعادة بناء زاوية سيدي أحمد بن يوسف خلال عام 1731م أثناء حكم إيالة الجزائر ضمن منطقة دار السلطان وكذلك وطن مناصر.
وكانت مدينة مليانة قد توسعت بعد نحو قرنين منذ بناء الزاوية في 1530م، واستقطبت العديد من السكان والمعماريين بعد أن صارت قطبا حصاريا وثقافيا وتجاريا.

## تجديد 1760م
تم تجديد بناء الزاوية خلال عام 1760م من خلال تدعيم بوابات وجدران المسجد والزاوية.

## تجديد 1774م
تم تجديد الزاوية خلال عام 1774م في مدينة مليانة من طرف الباي محمد بن عثمان الكبير.
وبعد أن تم بناء الضريح والمباني الملحقة، تحولت هذه الزاوية إلى أحد أهم المعالم الأثرية في مليانة بسبب قيمتها المعمارية وتأثيرها الاجتماعي.
وكانت تقع هذه المدرسة القرآنية في وسط المنطقة الشمالية الغربية من المدينة قبل توسعها.
فصار هذا المعلم الإسلامي مكونا من من ثلاثة أقسام هي حرم ضريح سيدي أحمد بن يوسف، ويليه مسجد سيدي أحمد بن يوسف، ثم تأتي الزاوية.
ويؤدي المدخل الرئيسي للزاوية إلى فناء كبير تصطف على جانبيه أقواس وأشجار ونباتات، في وسطها تتدفّق مياه في حوض.
ويتمثل ضريح سيدي أحمد بن يوسف في غرفة مربعة الشكل، مغطاة بقبة مغطاة من الخارج ببلاط أخضر وتدعمها ثمانية أعمدة ملتوية تدعم أقواس متكسرة، وتصطف جدران الغرفة ببلاط خزفي، وفي وسطها تنتصب القبة الخشبية المنقوشة.
أما الزاوية، فهي تقع على الجانب الغربي والشمالي، وتحتوي على عدة غرف صغيرة لاستيعاب طلبة القرآن والزوار من جميع الجهات.

## الاحتلال الفرنسي في 1840م

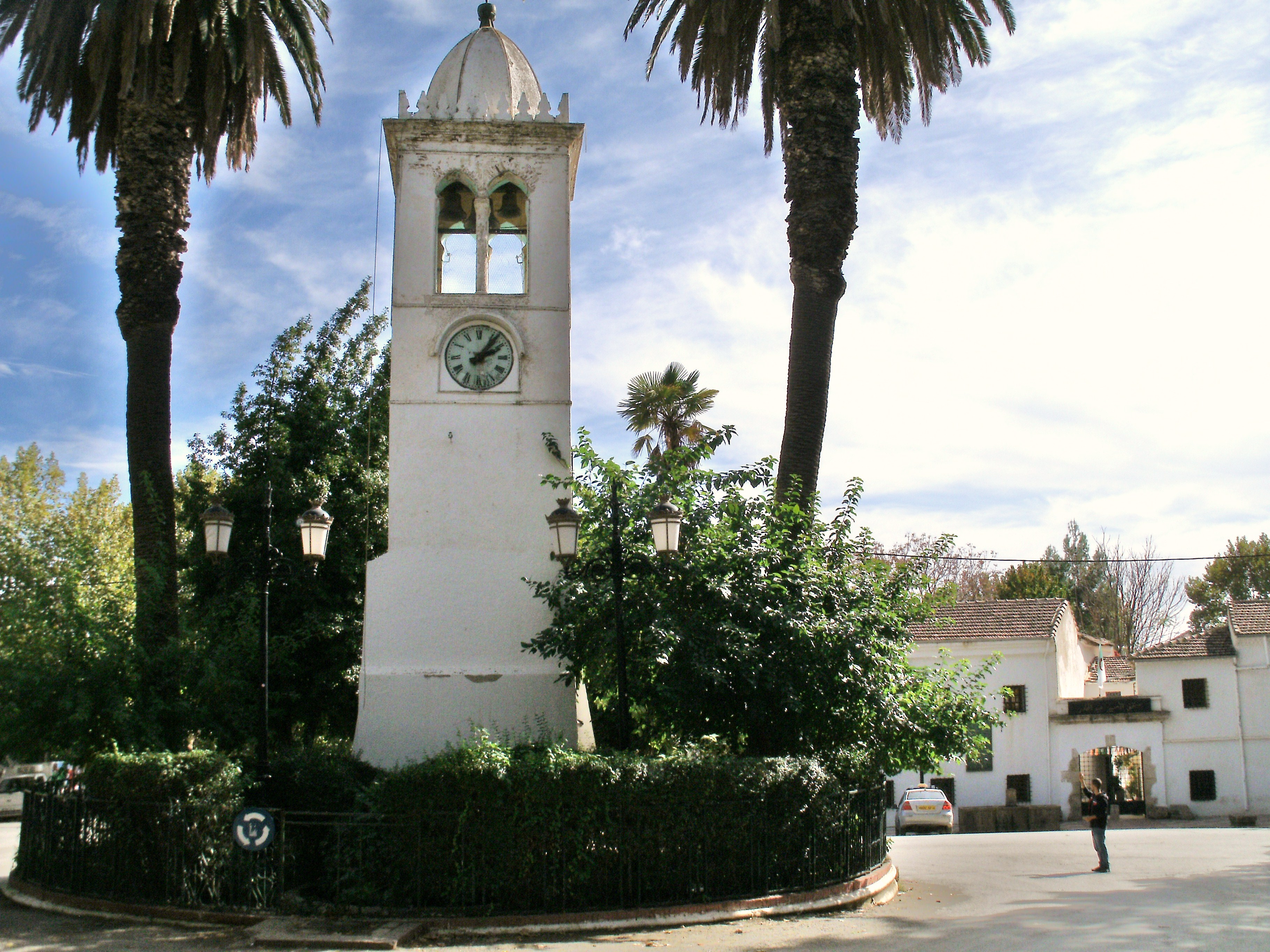
مدينة مليانة

تم الاستحواذ على الزاوية من طرف جنود الاحتلال الفرنسي للجزائر بتاريخ 8 جوان 1840م في مدينة مليانة.
فبعد إحراق المدينة وإفراغها من سكانها، تم اتخاذ قرار بتحويل الزاوية إلى مقر للقوات الفرنسية، إلا أن أحداثا معينة وقعت فعجلت بالتخلي عن هذا المعلم الديني وإرجاعه إلى المسلمين ليواصلوا الصلاة فيه وتعليم القرآن الكريم.

## التصنيف السياحي
تم تصنيف الزاوية خلال عام 1978م باعتبارها معلما سياحيا من طرف «لجنة السياحة والصناعات التقليدية» في ولاية عين الدفلى.
وصارت بذلك هذه الزاوية مُدرجة ضمن برنامج السياحة الشعائرية مع السياحة الثقافية في الجزائر.

## المهام

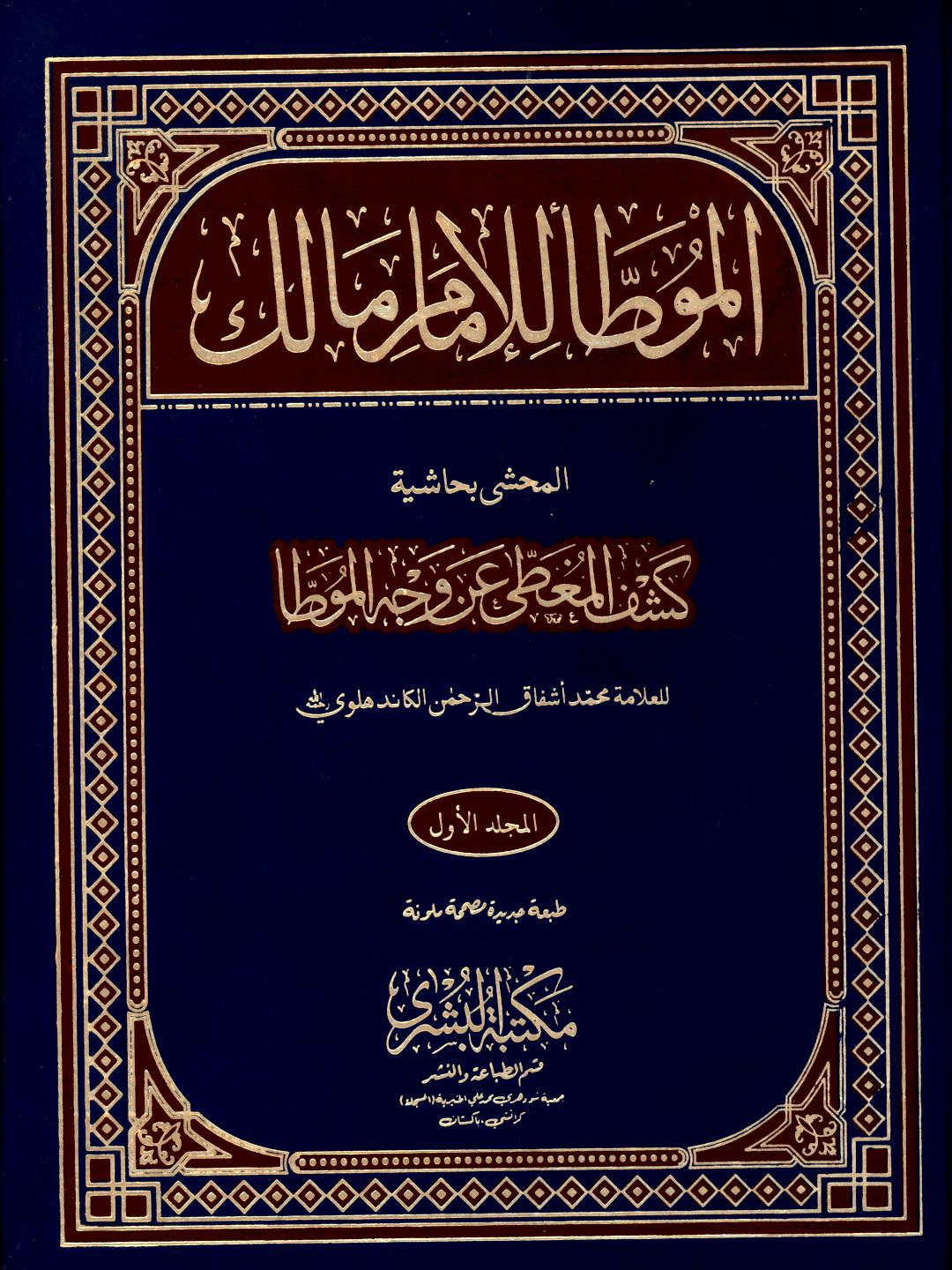
موطأ الإمام مالك

لعبت «الزاوية» أدوارا تعليمية وتربوية هامة منذ نشأتها معتمدة في ذلك على المرجعية الدينية الجزائرية، وتخرج على يديها العديد من العلماء والمصلحين ساهمـوا في نشـر تعاليـم الإسلام، وقاومـوا حملات التبشير النصراني بقيادة الكنيسة الكاثوليكية التي باركت وصاحبت الحملة الفرنسية على الجزائر.
وتتمثل مهام الزاوية حاليا في تعليم وحفظ القرآن الكريم وفق رواية ورش عن نافع من طريق الإمام الأزرق وكذلك من طريق الإمام الأصبهاني، التي اعتمدتها أجيال الشعب الجزائري منذ أكثر من اثني عشر قرنا، بما يسمح بتخرج سنوي لعشرات الطلبة الحافظين للقرآن الكريم بأحكامه والحديث النبوي الشريف ومعلمي القرآن والمرشدات الدينيات.
ويُعتمد عليهم في تأطير مختلف مساجد ولاية عين الدفلى وخارجها، خاصة في شهر رمضان بتزويد المساجد بالمقرئين، بالإضافة إلى نشاطات سنوية ستسهر إدارة الزاوية على إقامتها بشكل منتظم في المناسبات الدينية، كإحياء ذكرى المولد النبوي الشريف وغيرها.
ويندرج نشاط هذه الزاوية ضمن العديد من الزوايا والمدارس القرآنية وكتاتيب تعليم وحفظ القرآن وأحكامه والمساجد على تراب ولاية عين الدفلى.

## موسم الركبان
تشهد «زاوية سيدي أحمد بن يوسف» فعاليات استقبال الزوار والوافدين على الضريح طوال السنة وخاصة في «موسم الركبان» أين يقدم «ركب بني فرح» وكذلك «ركب بني مناصر» لزيارة ضريح سيدي أحمد بن يوسف باعتباره مزارا مشهورا يقصده الزوار من كل مكان.
وتوفر الزاوية كل شروط الإيواء وإطعام الفقراء والمساكين وأبناء السبيل أثناء هذا الموسم خصوصا، كما تحرص على تعليم القرآن الكريم وتنظيم مجالس الذكر والعلم وندوات علمية أخرى.

### ركب بني مناصر

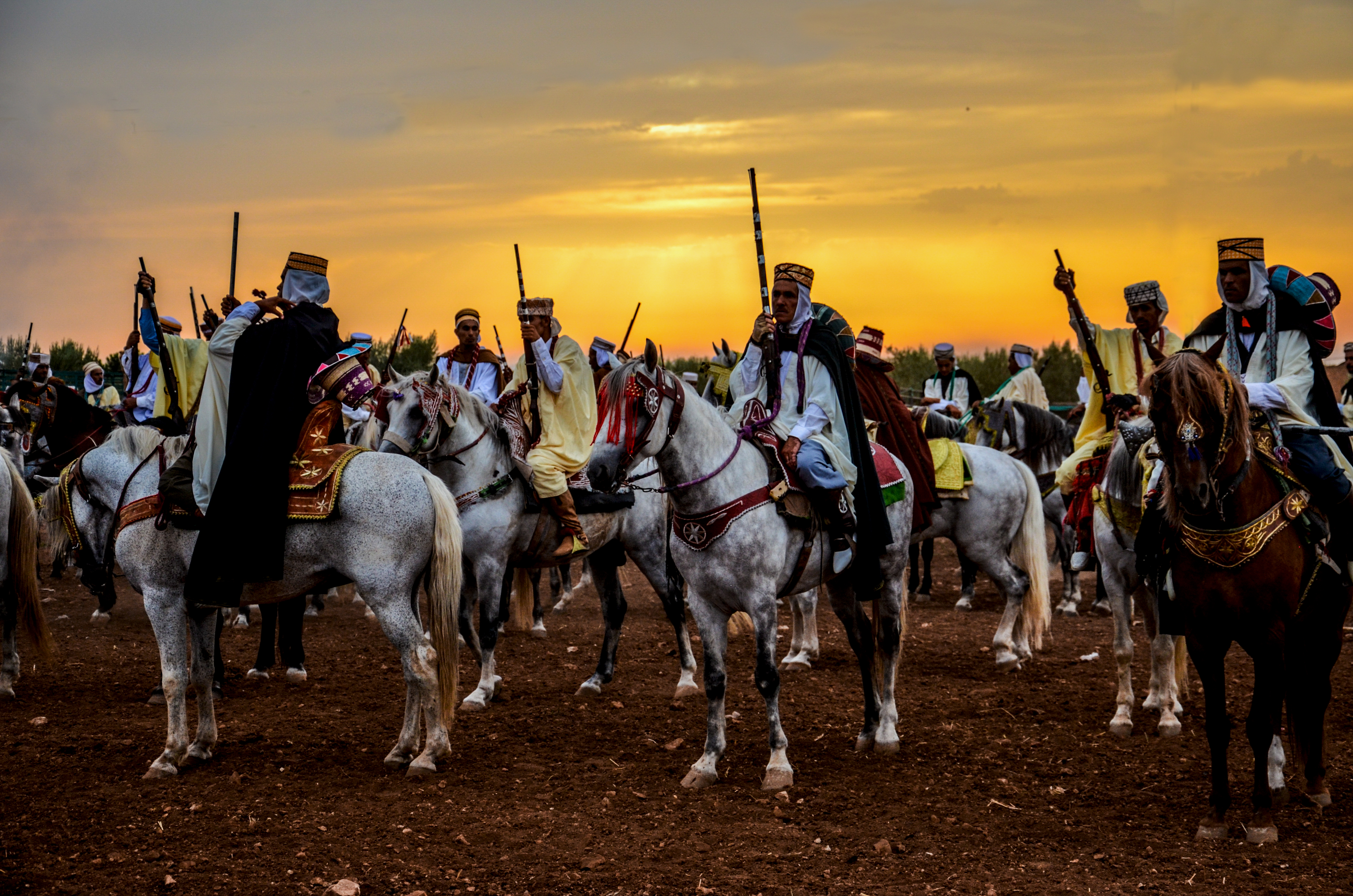
ركب فانتازيا

يتوافد الزوار على «زاوية سيدي أحمد بن يوسف» من منطقة وطن بني مناصر التاريخية أثناء فعاليات «موسم الركبان».[بحاجة لمصدر]
ويشمل «ركب بني مناصر» الزوار القادمين من نواحي بن علال وعريب وعين الدفلى في ولاية عين الدفلى، وينطلق من أعالي المخاطرية.
وبهذه المناسبة كانت تقام الأفراح طيلة ثلاثة أيام في جو حماسي بهيج حيث تزين ساحة الضريح وشوارع مدينة مليانة أين تُقدم الحلويات، وتشهد استعراض الفرسان بخيولهم وبنادقهم.
ومن مدخل المدينة يسير جميع الزوار في موكب رائع نحو ضريح سيدي أحمد بن يوسف الراشدي حاملين البنود ومهللين قصائد دينية.

### ركب بني فرح
يتوافد الزوار على «زاوية سيدي أحمد بن يوسف» من منطقة بني فرح التاريخية أثناء فعاليات «موسم الركبان».
ويعتبر «ركب بني فرح» أهم حج ومزار من بين مناسبات أخرى تنطلق بداية من شهر ماي إلى غاية ديسمبر، حيث تقصد ضريح سيدي أحمد بن يوسف أمواج بشرية تأتي من مدينة الجزائر والبليدة ومن مناطق الجوار، للتبرك والتضرع لله عز وجل.
وينطلق هذا الركب من منطقة مسلمون في ولاية تيبازة حيث موطن قبيلة بني فرح على ضفاف وادي مسلمون الذي ينبع من جبال الظهرة.
كما يتوافد زوار «ركب بني فرح» من دوار العناب ودوار بني غمريان ودوار بوهلال في ولاية تيبازة في نهاية فصل الربيع.
ففي كل سنة تُقام هذه الزيارة حينما يتوجه «الركب» في حافلة إلى الضريح في مليانة.

## الموقع
تقع «زاوية سيدي أحمد بن يوسف» غير بعيد عن الشريط الساحلي لولاية تيبازة وولاية الشلف، على بعد 26 كلم إلى شرق مدينة عين الدفلى، وعلى بعد 65 كلم جنوب شرق ميناء الحمدانية، وعلى بعد 22 كلم جنوب سد كاف الدير.
وهذا الموقع الرائع جنوب جبال الظهرة المطلة على وادي الشلف، يجعل منه موقعا استراتيجيا مقابلا للطريق الوطني رقم 65.
وتقع «زاوية سيدي أحمد بن يوسف» على بعد 13 كلم إلى الجنوب الشرقي من مدينة عين الدفلى، ويطل على وادي الشلف.
وتوجد هذه الزاوية قرب مرتفعات جبال الظهرة.

## أعلام الزاوية
- أحمد يوسفي

### مواضيع ذات صلة
- المرجعية الدينية الجزائرية
- وزارة الشؤون الدينية الجزائرية
- الحزب الراتب: الحزاب - الباش حزاب - السلكة - الشيخ - المريد - الورد - الوارد
- الزوايا في الجزائر
- الطريقة الرحمانية
- زاوية سيدي محمد بن شرقي
- زاوية سيدي أمحمد بن عبد الرحمن الأزهري
- زاوية سيدي بوسحاقي الزواوي
- زاوية أولاد بومرداس
- زاوية الحمامي
- زاوية سيدي بوخروبة
- زاوية الهامل
- محمد بن عبد الرحمن الأزهري
- طريقة صوفية
- صوفية
- تاريخ التصوف
- جبال الظهرة
- سهل الشلف [الفرنسية]
- سهل خميس مليانة [الفرنسية]
- ولاية عين الدفلى
- دائرة مليانة
- بلدية مليانة
- محمد بن أبي القاسم الهاملي

### فيديوهات
- تعريف بالإمام سيدي أحمد بن يوسف الراشدي على يوتيوب
- تعريف بزاوية الهامل على يوتيوب
- تعريف بسيدي أمحمد بن عبد الرحمن الأزهري الزواوي على يوتيوب

### وصلات خارجية
- الموقع الرسمي لوزارة الشؤون الدينية والأوقاف الجزائرية